# Минедоса (језеро)
Минедоса (енгл. Minnedosa Lake) је мање вештачко језеро саграђено на реци Мали Саскачеван у југозападном делу канадске провинције Манитоба. Настало је 1912. преграђивањем корита реке за потребе градње хидроелектране. Недалеко од језера налази се варош Минедоса.
Одлуку о градњи ове бране донела је Влада Канаде у децембру 1907, а сам процес градње трајао је две године од 1910. до 1912. године. Хидроелектрана је обављала своју функцију производње електричне енергије све до 1933, након чега примарна улога језера постаје водоснабдевање и рекреације.
Године 1948. дошло је до пуцања једног дела бране што је узроковало велике поплаве и нанело огромне штете насељима низводно, а пукотина је затворена тек након две године.
Језеро Минедоса је данас познато као спортско-рекреативни локалитет, посебно када је реч о такмичењима у веслању и пливању. Током Панамеричких игара 1999. на језеру су се одржавала такмичења у веслачком делу програма.